# Villa Hueck

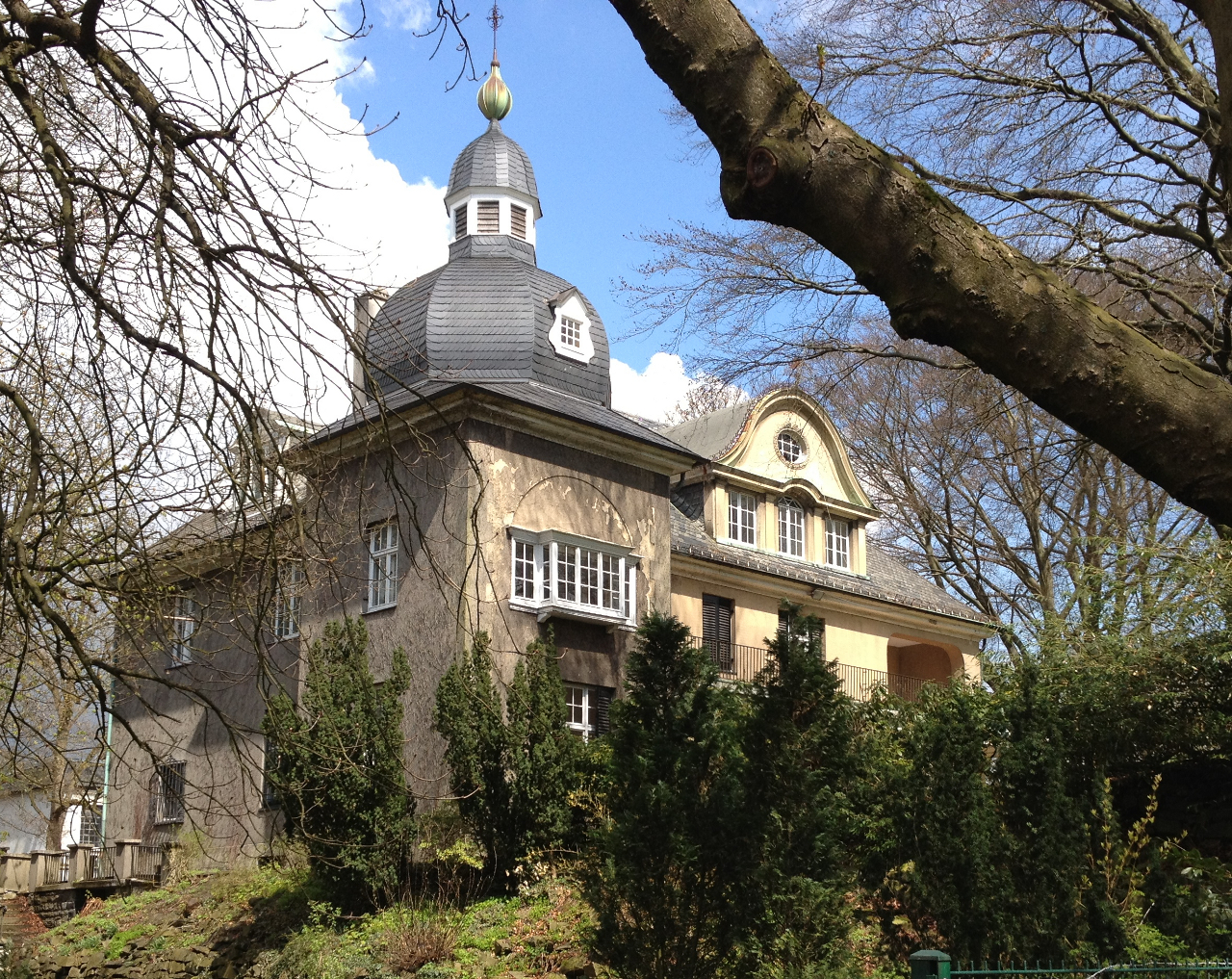
Villa Hueck im Jahre 2012

Die Villa Hueck ist eine denkmalgeschützte neubarocke Fabrikantenvilla und Parkanlage an der Humboldtstraße 36 in der Innenstadt von Lüdenscheid. Die Villa Hueck mit drei Etagen hat eine überbaute Fläche von rund 960 Quadratmetern zuzüglich Anbau und einen mehr als 6000 Quadratmeter großen Park. Unter der Denkmal-Nummer 128 ist die Villa in der Denkmalliste der Stadt Lüdenscheid eingetragen.
Die Villa wurde 1913 vom Architekten Ludwig Conradi aus Wuppertal im Auftrag von Richard Noelle erbaut. Oskar Eduard Hueck erwarb diese Villa danach und zwischen 1929 und 1993 wurde sie von der Familie Hueck bewohnt. Danach wurde die Anlage in der Humboldtstraße auch als Humboldt-Villa bekannt und wurde bis Februar 2009 als Altenheim genutzt. Seitdem stand das Gebäude leer. Verkaufsverhandlungen waren bis 2012 in erster Linie an den Anforderungen des Denkmalschutzes gescheitert.

## Umbauarbeiten an der Villa Hueck
Momentan wird an der Humboldtstraße 36 die alte „Villa Hueck“ komplett umgestaltet. Der neubarocke Prachtbau soll im Jahr 2013 – mit Restaurant und Bistro, Weinhandlung, Versammlungsräumen und einer Wohnung – als Domizil der Lüdenscheider Service-Clubs und Treffpunkt für Wirtschaft, Politik und Kultur neu eröffnet werden. Es sollen bei dem Projekt der „Dienst am Gemeinwohl“ und „die Förderung der Gemeinschaft“ im Vordergrund stehen. Die repräsentative Villa, die 1913 von Richard Noelle erbaut wurde und zwischen 1929 und 1993 im Besitz der Familie Hueck war, diente zuletzt als Altenheim „Villa Reseda“ und steht seit Februar 2009 leer. Das Konzept für die Nutzung der überbauten Fläche von 958 Quadratmetern plus Anbau und des mehr als 6000 Quadratmeter großen Parks soll lt. den Projektplanern bereits stehen. Zusagen mehrerer Geldgeber lägen inzwischen ebenfalls vor.
Beispielsweise noch unklar sei, wo auf dem Gelände die rund 40 benötigten Stellplätze angelegt werden sollen. Dafür vorgesehen ist das Dach des alten Bunkers neben dem Spielplatz an der Kerksigstraße – und möglicherweise der Spielplatz selbst. Als Ersatz wollen die Rotarier evtl. einen neuen öffentlichen Spielplatz in den Park integrieren – „und auch Betrieb und Pflege übernehmen“. Ein architektonischer sowie finanzieller Kraftakt soll vor allem die Schaffung eines neuen dreigeschossigen Anbaus in Glas-/Stahloptik sein. Er soll, von der Humboldtstraße aus gesehen, auf der linken Kopfseite der Villa entstehen und neben Veranstaltungsräumen auch Fluchtwege und einen neuen Aufzug vom Keller bis zum Dach sowie einen neuen Wintergarten beherbergen. Nach dem Umbau soll das Gebäude als „attraktives Ziel für Lüdenscheid und seine Bürger“ gelten.
Im Ausschuss für Stadtplanung und Umwelt der Stadt Lüdenscheid wurde im Juni 2012 mit 12 Stimmen Mehrheit dem Umbau an der „Villa Hueck“ zugestimmt. Der für die Innenstadt einzigartige Baumbestand soll dabei allerdings weitestmöglich erhalten bleiben. Früher war das Gebäude und das Gelände bereits für diverse Lichtinstallationen der Lichtrouten Lüdenscheid genutzt worden.
Im August 2012 wurde bereits bekannt, dass die alte „Villa Hueck“ in „Humboldt-Villa“ umbenannt werden soll. Ob das Vorhaben klappt, die Villa genau 100 Jahre nach ihrer Errichtung durch den Lüdenscheider Industriellen Richard Noelle, im Jahr 2013 wieder zu eröffnen, sei bisher allerdings noch offen.
Seit Anfang Februar 2013 wurde als erste Maßnahme für den Neubau des Anbaus der Turm, in dem zuvor der alte Aufzug des Gebäudes ausgebaut worden war, abgerissen.
Bis Ende Juni 2013 wurde bereits ein Teil der Fassade neu verputzt und sieht nun aus wie vor 100 Jahren, als das Haus erbaut wurde. Fachleute haben dazu alte Bruchstücke analysiert und nach Originalvorbild Konsistenz und Farbe der Putzmasse komponiert. Die Trockenbauer haben zudem mit den Innenausbauten in der Villa begonnen. Auch der neue Anbau mit Wintergarten wird momentan zügig angelegt. Auch hier laufen die Arbeiten laut dem Projektleiter termingerecht. Ende Juni 2013 wurde dort die vorletzte Decke gegossen. Die offizielle Eröffnung der „Humboldt-Villa“ soll vsl. Ende September 2013 stattfinden.
Ende Oktober 2013 wurde außerdem das neue Restaurant in den Räumlichkeiten der „Humboldt-Villa“ eröffnet. Es hat 80 Sitzplätze im zentralen Bereich sowie 20 Sitzplätze im vorgelagerten Bistro.
Anfang 2019 eröffneten in der Humboldt-Villa das Restaurant Humboldt’s und der Coworking Space Humboldt4C.